# 잘츠부르크 노케를

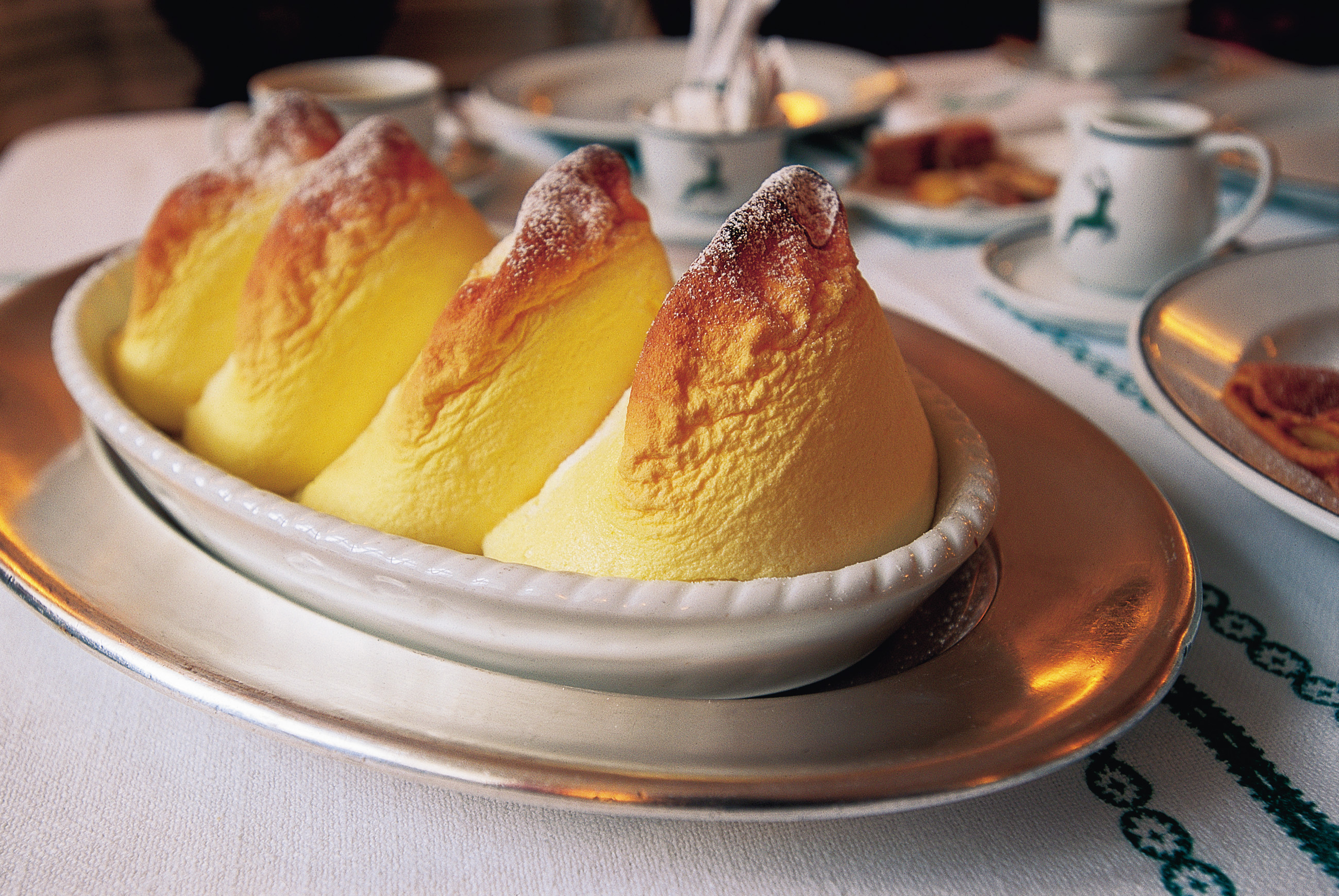
잘츠부르크 노케를.

잘츠부르거 노케를(Salzburger Nockerl)은 전형적인 단 맛의 수플레로 오스트리아 잘츠부르크의 대표 디저트이다.
계란 노른자, 밀가루, 설탕, 소금, 바닐라, 우유를 섞어 만든 얇은 반죽에 단단히 거품 낸 계란 흰자를 넣고 오븐에 굽는 간식이다. 잘츠부르거 노케를은 언제나 신선하게 만들어지고 슈가파우더를 뿌려 따뜻하게 내놓는다.
17세기 잘츠부르크의 대주교였던 볼프 디트리히 폰 라이테나우가 사랑했던 한 여인이 처음 만들었다고 전해진다. 잘츠부르거 노케를은 잘츠부르크를 둘러싸고 있는 가이스베르크, 묀헨베르크, 카푸지너베르크 산을 나타내는 모양이며 위에 뿌려지는 슈가파우더는 언덕에 내린 눈을 표현한 것이다.
1938년, 영화음악의 대가 프레드 라이몬트는 "Saison in Salzburg - Salzburger Nockerln (잘츠부르크의 계절 - 잘츠부르거 노케를)"이라는 오페레타를 작곡했다.
그 음악에서 잘츠부르거 노케를은 “Süß wie die Liebe und zart wie ein Kuss (사랑만큼 달콤하고 키스만큼 부드럽다)”라고 가사로 칭송을 받는다.